# 54564 Kiyoshiizumi
54564 Kiyoshiizumi è un asteroide della fascia principale esterna. Scoperto nel 2000, presenta un'orbita caratterizzata da un semiasse maggiore pari a 3,028057 UA e da un'eccentricità di 0,066083, inclinata di 7,310315° rispetto all'eclittica. Ha un diametro di 5,577 km, un periodo di rotazione di 4,11205 ore e un'albedo di 0,206.